# Petr Třešňák (politik)
Petr Třešňák (* 4. ledna 1983 Mariánské Lázně) je český jaderný inženýr a politik, v letech 2017 až 2021 poslanec Poslanecké sněmovny PČR, v letech 2016 až 2018 zastupitel Karlovarského kraje, v letech 2015 až 2018 starosta Mariánských Lázní, bývalý člen Pirátů. V letech 2022 až 2024 byl politickým náměstkem ministra průmyslu a obchodu ČR.

## Život
Je absolventem Elektrotechnické fakulty na Západočeské univerzitě v Plzni. Následně sedm let působil v Písku, kde se věnoval jaderné energetice.

## Politické působení
Byl členem České pirátské strany, za niž v komunálních volbách v roce 2010 kandidoval do Zastupitelstva města Mariánské Lázně, ale neuspěl. Ve volbách v roce 2014 se však stal zastupitelem města, když Piráti ve městě volby vyhráli a získali celkem pět z 21 zastupitelských míst. Po volbách se stal starostou města Vojtěch Franta a Třešňák byl jeho zástupcem na pozici druhého místostarosty. Na jednání rady 26. května 2015 starosta na svou funkci rezignoval (kvůli sporům ve své straně) a zastupitelé pak do čela města zvolili právě jeho stranického kolegu Třešňáka. Také Třešňák však na svou funkci rezignoval, a to v únoru 2018 kvůli souběhu funkcí poslance a starosty.

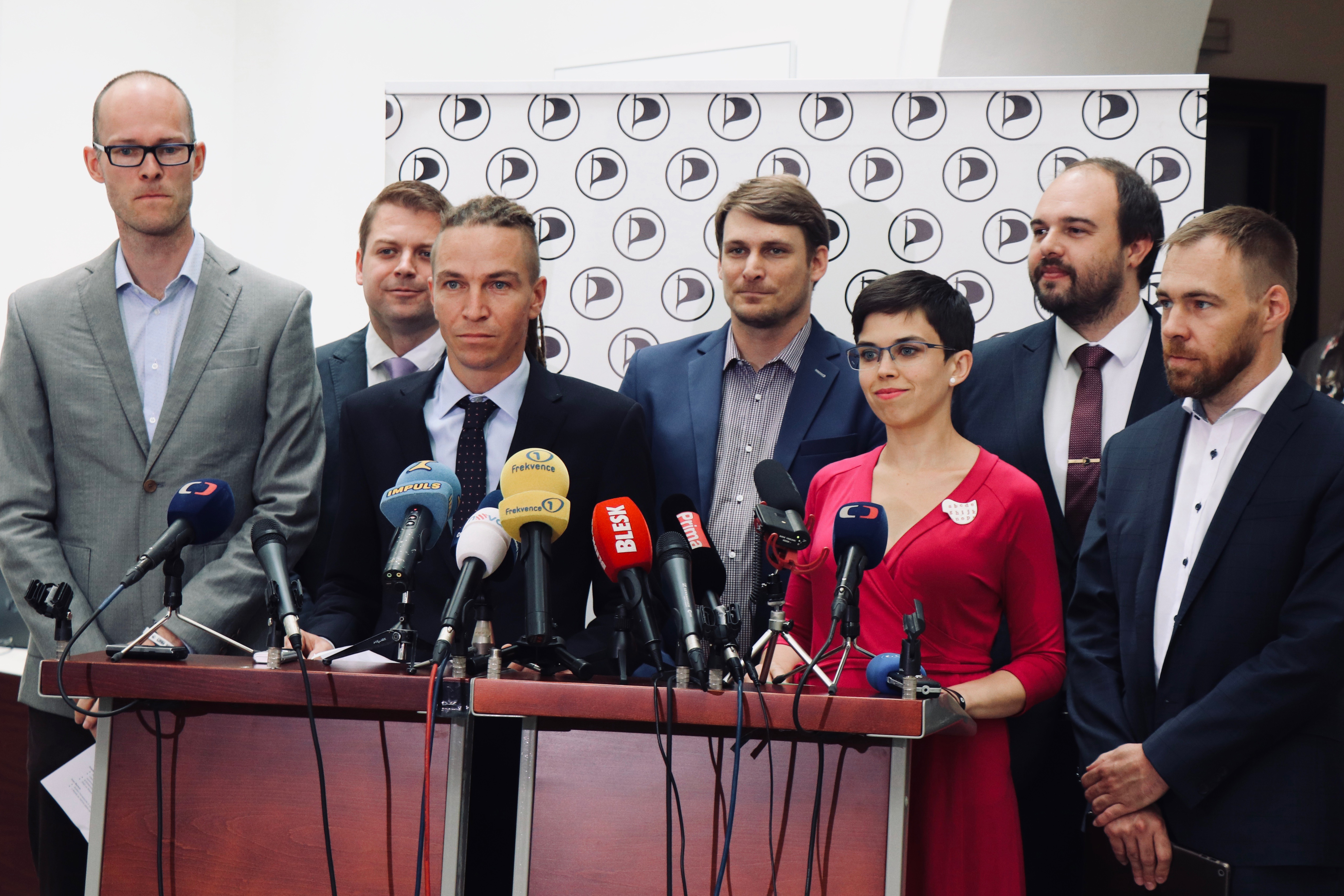
Třešňák na tiskové konferenci v červenci 2019 (vpravo)

V krajských volbách v roce 2016 byl za Piráty zvolen zastupitelem Karlovarského kraje. Ve volbách do Poslanecké sněmovny PČR v roce 2017 byl lídrem Pirátů v Karlovarském kraji. Získal 1 316 preferenčních hlasů a byl zvolen poslancem.
V září 2018 rezignoval na post krajského zastupitele, ale v komunálních volbách v roce 2018 obhájil za Piráty post zastupitele města Mariánské Lázně. V září 2020 rezignoval i na post zastupitele města.
Ve volbách do Poslanecké sněmovny PČR v roce 2021 byl z pozice člena Pirátů lídrem kandidátky koalice Piráti a Starostové v Karlovarském kraji, ale nebyl zvolen. Mandát poslance se mu tak nepodařilo obhájit. V lednu 2022 se stal politickým náměstkem ministra průmyslu a obchodu ČR Jozefa Síkely. Po odchodu Pirátů z vlády Petra Fialy na podzim 2024 se vzdal postu náměstka ministra průmyslu a obchodu ČR a odešel i ze strany. V rámci Ministerstva průmyslu a obchodu ČR se přesunul na nepolitickou funkci do sekce energetiky, konkrétně na pozici poradce vrchního ředitele sekce.